# Dieter Wiedenmann
Dieter Wiedenmann, född den 23 april 1957 i Ulm i Tyskland, död 11 november 1994, var en västtysk roddare.
Han tog OS-guld i scullerfyra i samband med de olympiska roddtävlingarna 1984 i Los Angeles.